# Пятихатки (Харьков)

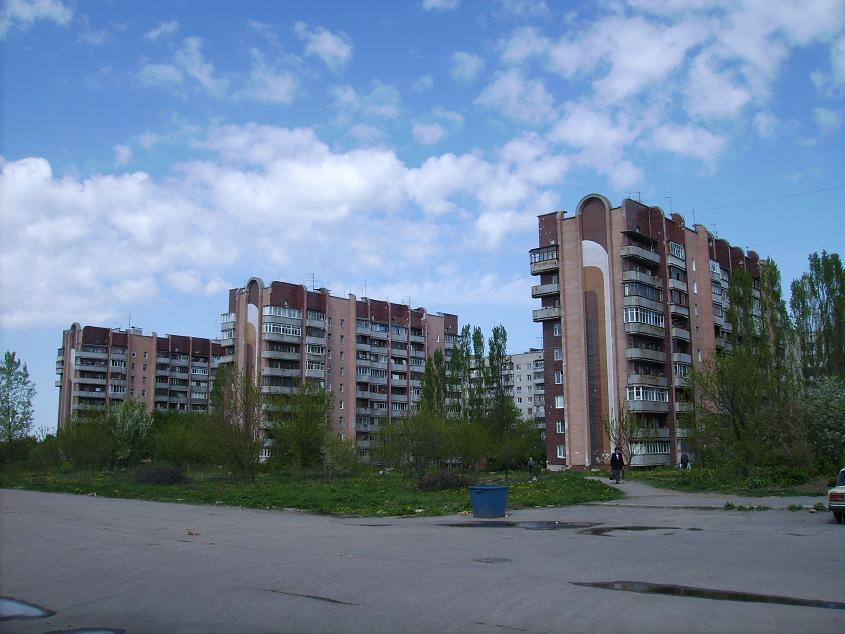
Девятиэтажки 6,8,8а по проспекту Курчатова (т. н. БАМ)

Пятиха́тки, (укр. П'ятихатки) ранее также Пятиха́тка — посёлок, расположенный на самом севере города Харькова (включен в состав Киевского района города в 1964 году). 
Население около 10 тыс. человек.
Пятихатки являются наукоградом, образованным вокруг Харьковского физико-технического института. Здесь же находится физико-технический факультет ХНУ им. Каразина (здание частично разрушено при обстрелах весной 2022, не работает). Рядом с Пятихатками находятся Мемориал жертв тоталитарного режима, стадион «Македонский» и гольф-клуб.

## История
На картах 1869 и 1912 годов в месте, где сейчас находится улица Лесная, был постоялый двор (корчма), построенный, вероятно, одновременно с пробивкой дороги на Белгород через Русскую Лозовую. На карте 1842 года нет ни дороги, ни постоялого двора, а дорога на Белгород проходит через Большую Даниловку и Циркуны.
В 1937 и 1940 годах хутор Пятихатка имел 13 дворов.
В 1946 году хутор Пятихатка вместе с хутором Чайковка, селом Черкасская Лозовая и посёлком совхоза «13 лет РККА» (ныне Лесное) относились к Черкасско-Лозовскому сельсовету.
Вплоть до конца 1950-х годов на месте современных Пятихаток находился одноимённый хутор, относившийся к Черкасско-Лозовскому сельсовету, на время начала строительства насчитывавший 17 дворов. В хуторе имелось два колодца в районе улицы Лесной. В настоящее время[какое?] сохранились два здания хутора, одно из которых служит «опорным пунктом милиции», а второе — бывшая дача генерала Кияшко.
В апреле 1956 года начинается строительство «новой площадки» УФТИ (2-е здание) и жилого посёлка (первые дома — по улице академика Вальтера 9, 15, 17 сданы в 1955 г., Вальтера 11, 13 — в 1958 г.). Строительство производилось «зеками», часть которых проживало в этих первых зданиях, остальную часть привозили на «территорию» на автобусах (территория УФТИ была полностью огорожена в нынешних границах, а территория строящегося посёлка в 1958—1963 гг. была ограждена от Курчатова 17 до Курчатова 5 и от Евпаторийского проезда 5 до Вальтера 6 (дом быта)). Первые жители нового посёлка стали заселяться зимой-весной 1958-59 гг. Они заняли дома так называемого 1 квартала — нынешние улица Павлика Морозова 1, 2 в 1958 году, проспект Курчатова 15, 17, ул. Павлика Морозова 3, 4, Евпаторийский проезд 5 в 1959 году.
В 1959 году был открыт первый детский сад (сейчас это «Дом школьника»), старая школа и музыкальная школа. Здание старой школы было построено в 1958 году, новой — в 1967.
В конце 1963 г. принимается решение о строительстве отдельного учебного корпуса Физико-технического факультета Харьковского государственного университета (ХГУ им. А. М. Горького, сейчас ХНУ им. В. Н. Каразина) и общежития (решение Харьковского облисполкома № 164 от 08.04.63 г. Запланированный срок сдачи объекта — 1 кв. 1968 г.). Корпус был сдан в 1969 году. Строительство этой, «старой» части посёлка закончилось в 1977 году возведением дома номер пять по улице Ак. Вальтера, который был заселён в октябре 1978.
В начале 1980-х разворачивается строительство т. н. «БАМа» — новой части посёлка, расположенной южнее ХФТИ. Со сдачей дома по пр. Ак. Курчатова, 28 в 2000 году многоэтажное жилищное строительство в посёлке завершилось.
В 2007 году между западной окраиной Пятихаток и лесом, на землях, используемых жителями посёлка под огороды, депутат горсовета Юрий Сапронов начал строительство гольф-клуба, которое завершилось в 2008 году. Superior Golf & Spa Resort] был официально открыт 29 мая 2009. 29 ноября 2011 при клубе в рамках подготовки к «Евро-2012» открыта гостиница 5* «Superior Hotel» на 50 мест. В 2011 году началось строительство второй очереди гольф-клуба, между БАМом и окружной дорогой, которые завершилось в 2013 году.
На чемпионате Европы по футболу в 2012 году в гостинице «Superior Hotel» расположенной при гольф-клубе проживала сборная Голландии.

## Географическое положение
Посёлок входит в состав Киевского административного района Харькова. С востока и юга ограничен Лесопарком, с севера и запада — Окружной автомобильной дорогой. Через Пятихатки проходит шоссе Москва — Симферополь, оно же Харьковское шоссе, связывающее посёлок с собственно Харьковом.

## Население
- На картах генштаба Красной Армии 1940 г. в хуторе Пятихатка было 13 дворов.
- В 1951 г. в хуторе Пятихатка был 21 двор.
- В 1994 году на БАМе в 10 домах проживало 4537 жителей.
- В 2001 году на БАМе проживало 3982 человека, без учёта дома по пр. Курчатова 28; в старых Пятихатках — 6385 человек, на улице Лесной (2002 г., частный сектор) — 54 человека. Всего по данным КЖЭП-17 (дислокация жилого фонда Киевского района) в Пятихатках проживало 10 421 человек (не считая Курчатова 28, общежитий и дома лесхоза).
- В 2008 году население Пятихаток составляло 9381 человек, включая ул. Лесную (64 жителя) и лесхоз (12 жителей).
- В настоящее время[какое?] примерно половина населения Пятихаток проживает на БАМе.

## Образование и наука
В Пятихатках работают два дошкольных учреждения. Также в посёлке расположена средняя общеобразовательная школа № 62 с углубленным изучением иностранных языков, в которой учатся около 1400 школьников. Школа получила номер закрытой в 1965 году восьмилетней школы по улице Чернышевской 79 (бывшей гимназии Покровской), в здании которой сейчас расположился ХИК.
В 2001 году в новой школе (5…11 классы) числилось 832 человека (учащиеся + сотрудники школы), в старой (1…4 классы) — 343 человека, в детском комбинате № 4 ((сейчас д/к № 22) занимались первоклассники) — 188 человек, в детском комбинате № 5 (сейчас школа) — 215 человек, всего — 1578 (учащиеся + сотрудники школы). В Пятихатках расположен физико-технический факультет ХНУ им. Каразина.
До 2002 работал клуб ХФТИ на 525 мест (ул. Ак. Вальтера, 9А). Здание было обесточено 18 мая 2010 ввиду провалившейся зимой 2010 года крыши. 10 апреля 2011 в нём произошёл пожар. В настоящее время здание заброшено.

Столбы на въезде в город.

«Домик лесника» на Окружной дороге

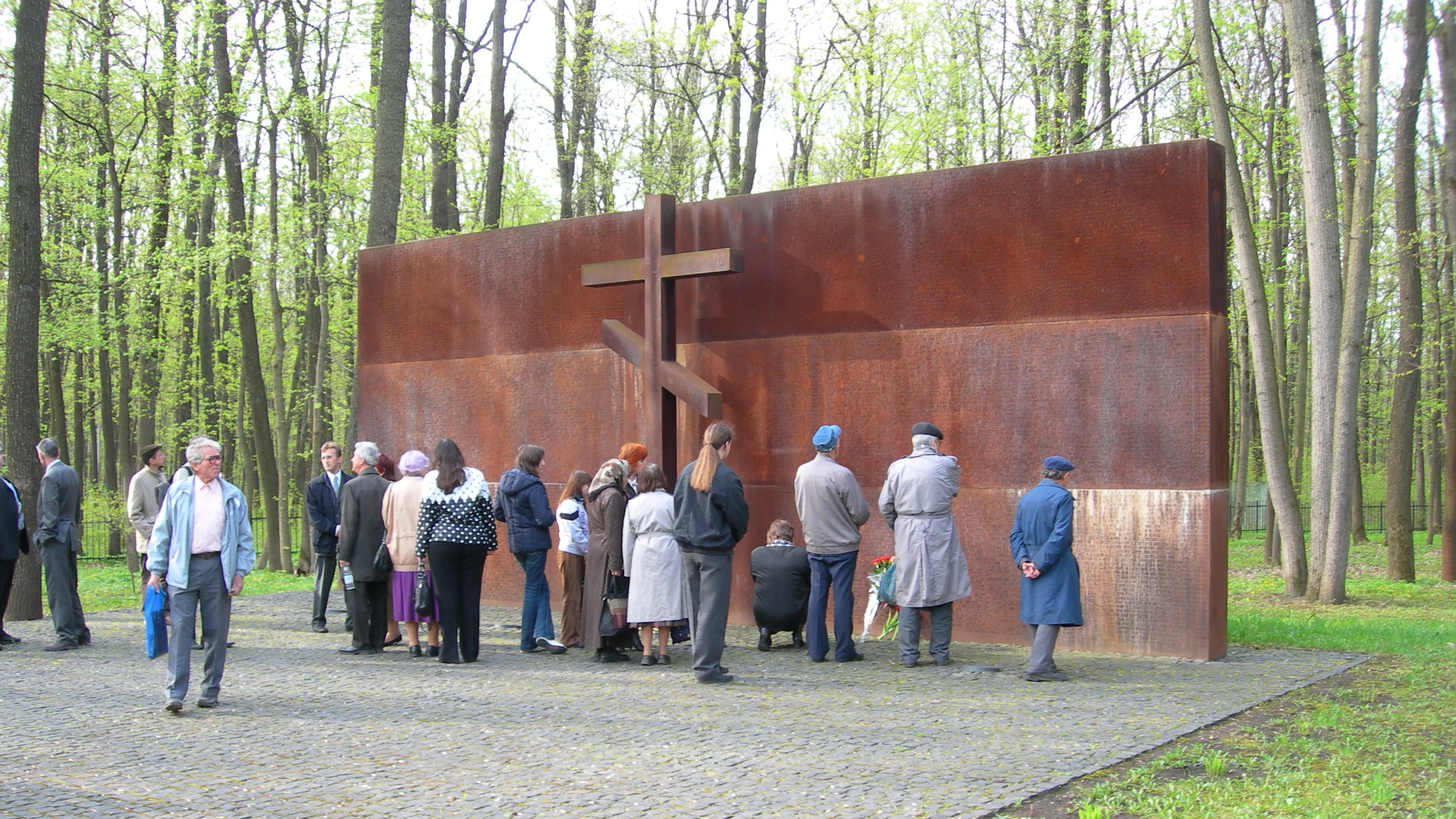
Мемориал советских и польских жертв тоталитарного режима

## Транспорт
В конце 1980-х планировалось продление троллейбусной линии от Сумской улицы до посёлка по Харьковскому шоссе.
Аккумуляторные троллейбусы 50-го маршрута «ст.м. Госпром» — Пятихатки" были выведены на линию 7 апреля 2021 года (количество выпусков — до семи электромашин). С 9 июня 2021 троллейбусный маршрут был продлён до пл. Конституции (до восьми выпусков на линию, расписание движения). Эксплуатируемая модель PTS-12 позволяет проезжать на аккумуляторах до 20 км — контактной сети в Пятихатках и по Харьковскому шоссе до перекрёстка с ул. Академика Проскуры нет.
Автобусы 296-го маршрута частного перевозчика ООО «Нэмо Лтд.» исчезли с линии в день запуска троллейбусного маршрута. Автобусы 223-го маршрута («ст.м. Пушкинская» — Пятихатки") отменили без предупреждения в апреле 2020.
1 октября 2012 года автобусные маршруты 36 и 111 были отменены решением горсовета.
С 24 февраля 2022 (в день полномасштабного вторжения РФ в Украину) троллейбусное сообщение с посёлком было прервано. Возобновлено муниципальными автобусами 296-го маршрута с 01 сентября 2022 (с 01 марта 2023 маршрут перенумерован в 96-й).
Из посёлка «в город» также можно добраться транзитными пригородными автобусами из Дергачей, Черкасской Лозовой, Гоптовки, Проходов и Русской Лозовой.

## Здравоохранение
По адресу ул. Ак. Вальтера, 8 работает амбулатория от городской больницы №28 (для взрослых). Специализированная медсанчасть №13 (пр-т Ак. Курчатова, 29) частично разрушена обстрелами весной 2022, не работает.

## Парки и отдых
К посёлку с востока, юга и частично запада примыкает лес (харьковский Лесопарк), с севера — берёзовая роща.

## Телекоммуникации
По всей территории посёлка доступны услуги стационарной телефонной связи, предоставляемые Харьковским филиалом ОАО «Укртелеком» посредством АТС-335, а также обеспечено устойчивое покрытие основных украинских операторов мобильной связи. Присутствуют различные интернет-провайдеры. Покрытие во всех домах оптикой — провайдеры «Датагруп» (изначально местная сеть 5hat.net, продана), «Киевстар», «Воля» и «Триолан». Также возможен доступ в Интернет по медным телефонным парам «Укртелекома» — посредством A- и VDSL-модемов.
14 августа 2008 был создан сайт посёлка - 5hatki.kharkov.ua, с 01 ноября 2016 - 5hatki.wordpress.com/

## Религия
В Пятихатках находится:
- община Христианской Церкви, собрания которой проходят по адресу ул. Ак. Вальтера 7б по воскресеньям в 10:00.[10]
- две православные церквушки: одна из которых (Киевского Патриархата) находится в здании общежития по улице Ак. Вальтера 19, службы второй (Московского патриархата — приход Рождества Христова) проходили в частном доме по ул. Лесная,3, возле лесхоза, а в конце 2009 службы стали проходить в часовне лагеря Солнечный (в полукилометре севернее Пятихаток).
- 24 августа 2012 был открыт нижний храм (Св. Иакова) УПЦ Московского патриархата. Построена затем вторая очередь (верхний ярус церкви Св. Тамары), вырыт котлован под колокольню. Имена храмам (Иаков и Тамара) даны по именам небесных покровителей родителей ктитора — П. Фукса.
- 24 августа 2013 был освящён храм святой царицы Тамары[11]

## Спорт
Спорт в Пятихатках представлен футбольными клубами «Фотон» и «ССМ», которые участвуют в чемпионате города Харькова по футболу и футзальной командой ХФТИ
На стадионе «Олимпик» тренировался футбольный клуб «Харьков» играющий в высшей лиге чемпионата Украины.
В 2011 году были демонтированы трибуны и убран грунт стадиона «Олимпик» Харьковского государственного высшего училища физкультуры № 1 возле спорткомплекса.
С 2012 года на стадионе «Солнечный» в Пятихатках начал играть домашние игры футбольный клуб «Гелиос», играющий в первой лиге чемпионата Украины.
Впервые за годы независимости футбольная команда «ССМ» из Пятихаток стала чемпионом города Харькова 2012 года.
В 2017 году пятихатский футбольный клуб «Фотон» стал чемпионом Дергачёвского района.
В 2018 году пятихатский футбольный клуб «Фотон» стал обладателем кубка Дергачёвского района.

## Достопримечательности
- В 2002 году в честь 70-летия расщепления ядра был открыт памятник физикам — участникам эксперимента: Антону Вальтеру, Георгию Латышеву, Александру Лейпунскому и Кириллу Синельникову. Памятник находится в сквере перед новой проходной ННЦ ХФТИ. В народе известен, как «спичка». Само расщепление происходило на старой промышленной площадке, между улицами Чайковского и Гуданова; памятник открыт совершенно в другом месте — перед высотным зданием, входом на новую промплощадку.
- Памятник освободителям и ветеранам Великой Отечественной войны. Находится на бульваре Мира. В народе именуется «памятник кирпичу».
- Два въездных столба-пилона сталинской архитектуры, возведённых одновременно на проспекте Героев Харькова, Полтавском шоссе, Харьковском шоссе и со строительством каскада в саду Шевченко в 1954 году к 300-летию Харькова и символизирующих границу города. Прошли косметический ремонт в апреле 2008 и в августе 2011.
- Мемориал жертв тоталитарного режима. Открыт в 2000 году на месте расстрелов советских граждан и польских военнопленных НКВД в конце 1930-х годов.

## Карты
- Альбом карт и схем Пятихаток с окрестностями
- Раскрашенная «трехверстка» Пятихаток 1869 г. и 2000 годов
- Немецкая аэрофотосъёмка Пятихаток 24 сентября 1941
- Пятихатки в 1956 г. (недоступная ссылка — история).
- Пятихатки на карте 2000 г. Архивировано из оригинала 16 сентября 2009 года.
- Современная карта Пятихаток
- Со спутника
- На карте Харькова.

- Карты и схемы Пятихаток с окрестностями, в том числе до возникновения хутора
- Карта Генштаба Советской Армии, 1940 год